# Сакія Сеііті
Сакія Сеііті (яп. 崎谷 誠一, нар. 1 грудня 1950, Хіросіма —) — японський футболіст, що грав на позиції нападника.

## Клубна кар'єра
Грав за команду Ніппон Стіл.

## Виступи за збірну
Дебютував 1971 року в офіційних матчах у складі національної збірної Японії. У формі головної команди країни зіграв 3 матчі.

## Статистика
Статистика виступів у національній збірній.
| Збірна Японії | Збірна Японії | Збірна Японії |
| Роки          | Ігри          | голи          |
| ------------- | ------------- | ------------- |
| 1971          | 2             | 0             |
| 1972          | 1             | 0             |
| Усього        | 3             | 0             |